# Świeszyno (gromada)
Świeszyno – dawna gromada, czyli najmniejsza jednostka podziału terytorialnego Polskiej Rzeczypospolitej Ludowej w latach 1954–1972.
Gromady, z gromadzkimi radami narodowymi (GRN) jako organami władzy najniższego stopnia na wsi, funkcjonowały od reformy reorganizującej administrację wiejską przeprowadzonej jesienią 1954 do momentu ich zniesienia z dniem 1 stycznia 1973, tym samym wypierając organizację gminną w latach 1954–1972.
Gromadę Świeszyno z siedzibą GRN w Świeszynie utworzono – jako jedną z 8759 gromad na obszarze Polski – w powiecie koszalińskim w woj. koszalińskim na mocy uchwały nr 43/54 WRN w Koszalinie z dnia 5 października 1954. W skład jednostki weszły obszary dotychczasowych gromad Świeszyno, Mierzyn i Dunowo ze zniesionej gminy Świeszyno w tymże powiecie. Dla gromady ustalono 17 członków gromadzkiej rady narodowej.
31 grudnia 1959 do gromady Świeszyno włączono obszar zniesionej gromady Niedalino (bez wsi Kurozwęcz) w tymże powiecie.
31 grudnia 1959 do gromady Świeszyno włączono obszary zniesionych gromad Niedalino (bez wsi Kurozwęcz) i Konikowo (bez wsi Czarne i Niekłonice) w tymże powiecie.
Gromada przetrwała do końca 1972 roku, czyli do kolejnej reformy gminnej. 1 stycznia 1973 w powiecie koszalińskim reaktywowano gminę Świeszyno.